# Аладашвили, Кахабер
Кахабе́р (Ка́ха) Аладашви́ли (груз. კახაბერ (კახა) ალადაშვილი; род. 11 августа 1983, Тбилиси) — грузинский футболист, защитник. Выступал за национальную сборную Грузии.

## Карьера

### Клубная
Начал заниматься футболом в 12 лет. Сначала учился футболу в тбилисской 35-й школе. Затем продолжил обучение в школе «Олимп» под руководством тренера Гиглы Имнадзе. С 2002 года играл за тбилисский «Спартак» и «Сиони» из города Болниси. Летом 2004 года перешёл в грузинский клуб «Динамо» из Тбилиси. В составе команды стал чемпионом Грузии. Провёл 8 матчей в еврокубках и забил 1 гол (краковской «Висле»).
В марте 2006 года Аладашвили подписал пятилетний контракт с киевским «Динамо», куда перешёл по совету своего агента Ахрика Цвейбы. В основном играл в «Динамо-2» в Первой лиге и в дубле, выступая в молодёжном первенстве. В «Динамо-2» Аладашвили выступал на позиции правого защитника.
В августе 2006 года был отдан в полугодичную аренду в днепропетровский «Днепр». 5 августа 2006 года дебютировал в Высшей лиге в матче против полтавской «Ворсклы» (1:0). Всего за «Днепр» в Высшей лиге сыграл 5 матчей и 2 матча в Кубке Украины. В декабре 2006 года был выставлен на трансфер руководством киевского «Динамо». Зимой 2007 года вернулся в «Динамо», с которой провёл 2 матча в Высшей лиге — против «Зари» и «Арсенала».
Летом 2007 года был вновь выставлен на трансфер руководством «Динамо». Аладашвили также мог перейти в российский клуб «Москва». В июле 2007 года был отдан в аренду в ужгородское «Закарпатье» до конца сезона 2007/08. В команде Аладашвили стал основным игроком, в чемпионате Украины он сыграл 10 матчей и 1 матч провёл в Кубке Украины. В феврале 2008 года был отдан в аренду клубу «Харьков», за который провёл 8 игр в высшей лиге.
В декабре 2008 года отправился на сбор в Турцию вместе с махачкалинским «Анжи». В январе 2009 года подписал контракт с «Анжи». В мае 2009 года получил российскую визу и смог присоединился к команде. Контракт был подписан и до этого, но из-за того, что ему вовремя не удалось получить рабочую визу он два с половиной месяца самостоятельно тренировался в Тбилиси. В 2009 году вместе с «Анжи» выиграл Первый дивизион и вышел в Премьер-лигу. В феврале 2010 года побывал на просмотре в самарских «Крыльях Советов». Летом 2010 года перешёл в клуб «Зестафони». В феврале 2014 года перешёл в клуб «СКА-Энергия». В декабре 2015 года покинул клуб и завершил карьеру.

### В сборной
Выступал за молодёжную сборную Грузии до 21 года. В национальной сборной Грузии провёл 7 матчей. 17 августа 2005 года дебютировал за сборную Грузии в выездном матче против Казахстана (1:2).

## Достижения
- Чемпион Грузии: 2005
- Чемпион Украины: 2006/07
- Победитель Первого дивизиона России: 2009

## Личная жизнь
В 2009 году в Махачкале на церемонии вручения малых золотых медалей «Анжи» во время концерта с участием певцов Дагестана проявил свои вокальными способностями, исполнив песню «Тбилисо» на грузинском языке.
После окончания карьеры обосновался в Хабаровске, где открыл ресторан «Тифлисъ».